# Brusino Arsizio
Brusino Arsizio (in dialetto ticinese Brüsìn) è un comune svizzero del Canton Ticino, nel Circolo Ceresio del distretto di Lugano.

## Geografia fisica

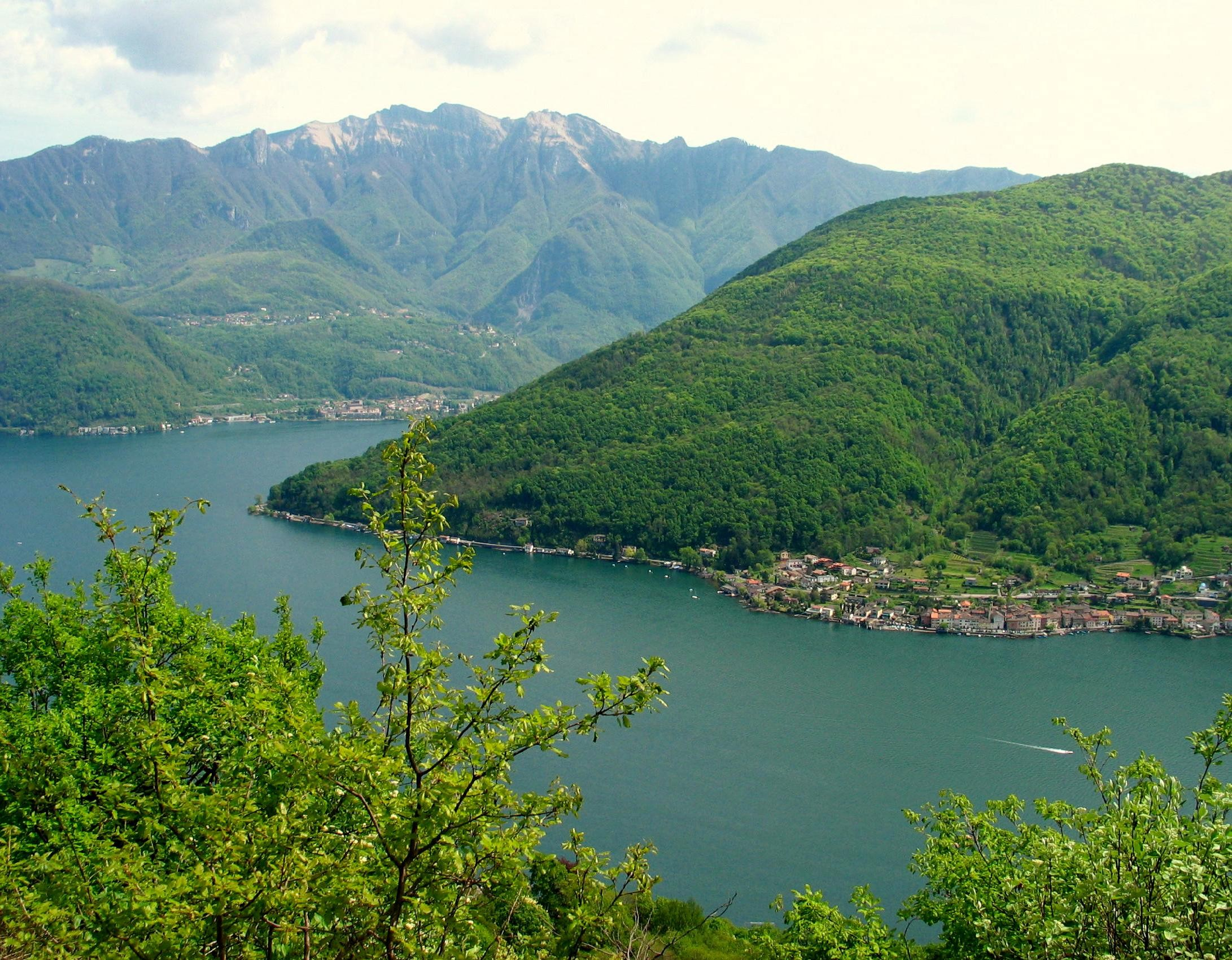
Brusino Arsizio ai piedi del Monte San Giorgio con alle spalle il Monte Generoso

Brusino Arsizio è situato ai piedi del versante settentrionale del Monte San Giorgio sul Lago di Lugano a 276 m sul livello del mare.
Il comune ha un'area di 4.15 km² di cui 0.13 km² (3.1% del territorio) è usato per scopi agricoli, 3.64 km² (87.7% del territorio) è coperto da foresta, 0.38 km² (9.2% del territorio) è coperto da edifici e strade.
Il centro abitato è collocato sulla strada che va da punta di Poiana (in Riva San Vitale) lungo il lago fino al confine italiano e a Porto Ceresio e si sviluppa sul terreno sedimentario creato dal Rio Molino che nasce sul Monte San Giorgio e sfocia a Brusino Arsizio.
Una funivia conduce dal quartiere "Terniciolo" a Serpiano (650 m sul livello del mare). Questa frazione di Brusino Arsizio è raggiungibile a piedi o su strada via Mendrisiotto (Rancate-Besazio-Meride-Serpiano).

## Origine del nome

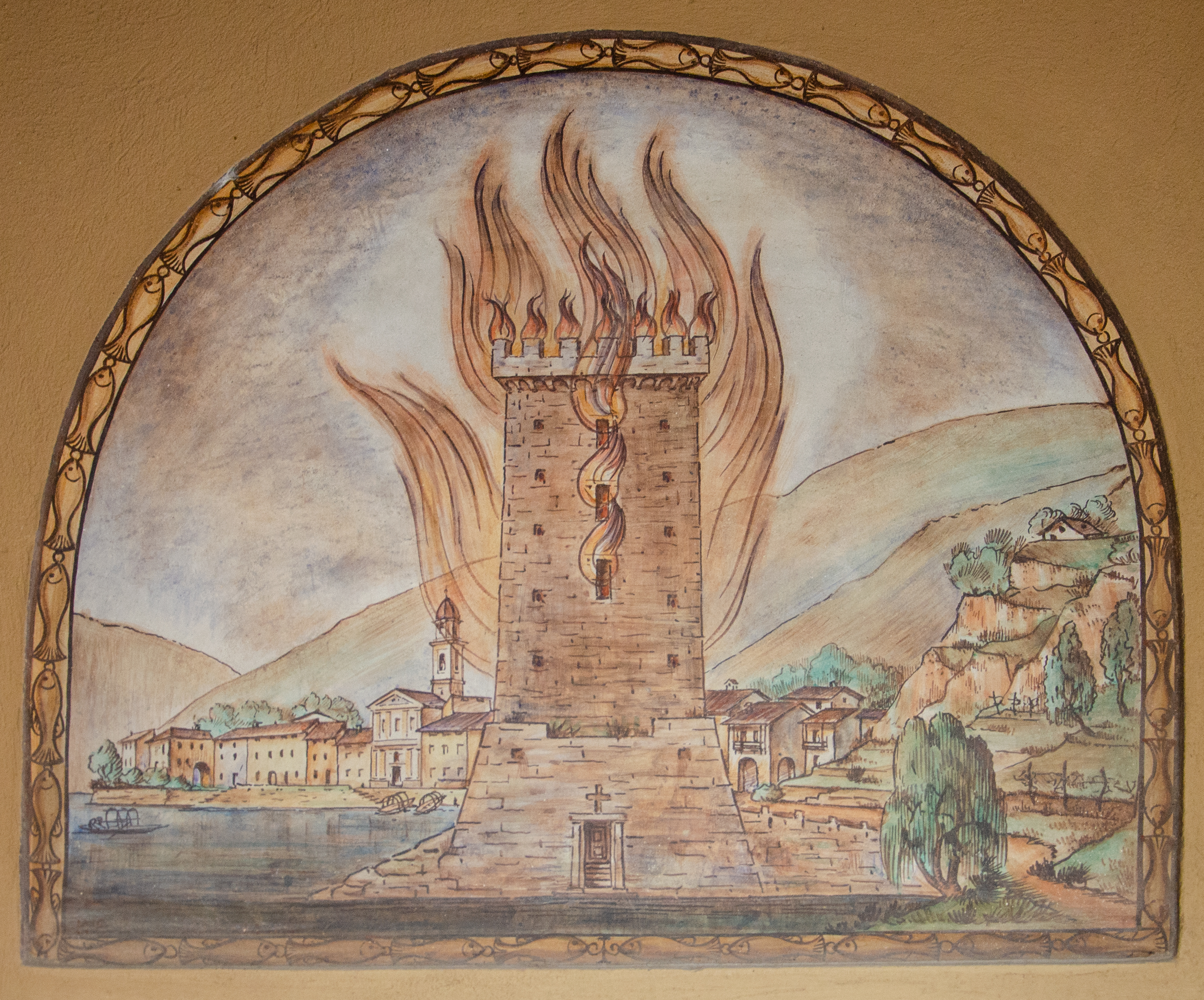
Stemma di Brusino Arsizio dipinto su una porta della chiesa parrocchiale

Il toponimo di Brusino Arsizio sembra derivare dal celtico Brux (roveto) e Arx (torre) per cui il nome dovrebbe significare “Torre dei rovi”; Carlo Salvioni accosta questo nome a quello di Busto Arsizio con riferimento all'ardere (italiano arsiccio) e al bruciare e infatti lo stemma comunale riproduce appunto una torre in fiamme.

## Storia
Il villaggio è stato abitato sin dall'epoca romana e lo documenta una tomba romana ritrovata nel 1970.
Il comune viene menzionato per la prima volta nel 1167 come Bruxia in un documento di vendita (Carta venditionis), ora depositato nell’Archivio di Stato di Milano, in cui un certo Pietro Bos vendeva un terreno a Lanfranco di Campione.
Nell'VIII secolo gli eredi longobardi di Totone di Campione, definiti anche Totonidi, possedevano dei terreni nel villaggio mentre, intorno al 1227, il monastero di Sant'Ambrogio a Milano vi acquistò delle proprietà.
Dovette inoltre esistere qui una torre o altra opera fortificata, come ricorda anche il nome del comune, collegata con le fortificazioni di Campione da cui il villaggio dipese come terra vicanale e infatti nel 1671 venne menzionato come Castrum Brugini Arsitij.
Quindi il villaggio anticamente si chiamava Castello di Brugino o Brusin Castelletto ma oggi del castello o torre non rimane traccia anche se parte del vecchio nucleo porta il nome di "contrada Torascia".
Il vescovo di Como con una sentenza del 28 marzo 1508 separò la chiesa parrocchiale di San Michele (culto legato alla monarchia longobarda) dalla matrice di Riva San Vitale. Questo consentì lo sviluppo di una tradizione religiosa indipendente e il 28 marzo 1569 nacque anche una Confraternita dedicata al Santissimo Sacramento per volere di papa Pio V.
Il 23 febbraio 1798 si andò formando la Repubblica indipendente di Riva San Vitale e un distaccamento di Cisalpini giunse a Brusino da Porto Ceresio per farsi trasportare in barca all’altra sponda del lago al fine di raggiungere Lugano a piedi per combattere per l'annessione, ma il parroco di allora, don Francesco Androletti, offrì loro alloggio, cibo e vino al fine di ritardare la loro marcia e, quindi, arrivarono a Lugano in ritardo e dopo la vittoria dei volontari luganesi. Ad ogni modo, dopo due giorni, il 25 febbraio 1798 Brusino aderì all'effimera Repubblica di Riva San Vitale che si disciolse solo dopo 21 giorni.
Fino all'inizio del XX secolo, l'attività della popolazione era legata all'agricoltura, alla pesca e al taglio del legno del Monte San Giorgio che veniva portato a Lugano in barca e poi venduto al mercato locale.
Dalla seconda metà del XIX secolo furono migliorate le comunicazioni e nel 1875 fu costruita la strada che collegava Brusino a Riva San Vitale e nel 1906 fu completata anche la strada che collegava Brusino a Porto Ceresio in Italia.
Nel 1910 l'acqua potabile fu disponibile a Brusino e nel 1914 anche l'elettricità. Dal dopoguerra l'attività alberghiera iniziò a diventare molto importante in questo villaggio e nel 1958 i pernottamenti raggiunsero l'apice con 33 700 soggiorni.
Oggi Brusino è ancora un villaggio turistico con quasi il 50% delle case che sono seconda residenza per i turisti.

## Monumenti e luoghi d'interesse

### Architetture religiose
- Chiesa parrocchiale di San Michele, documentata dal 1508[11], anno di separazione dalla chiesa matrice di Riva San Vitale, ma sembra risalente all'VIII-X secolo[1]. L'attuale costruzione barocca risale agli anni 1660-1675[12][13][14].
- Bassorilievi in marmo bianco di don Paolo Rossi, del 1937, e dell'Armonia, del 1943, nel cimitero, entrambi opere di Dante Rossi (1892-1955)[12].
- Oratorio della Beata Vergine in località Terniciolo, sul lato meridionale del villaggio[12][14][15]. Si tratta di un semplice edificio eretto nel 1751 al posto di una cappella cinquecentesca per iniziativa della famiglia Broggini. La data della fondazione si ricava dal campanile. La facciata a capanna è in stile eclettico con navatelle aggiunte nel 1903 mentre l'interno è coperto con una volta a vela. Sulla parete dell'abside si trova un affresco della Madonna col Bambino, dell'inizio del secolo XVI. Nelle navatelle a sinistra una statua di San Giuseppe col Bambino e a destra quella di San Rocco, entrambe del secolo XVIII[12][16].
- Edicola votiva con affresco di Madonna col Bambino nel percorso lungo la riva del Ceresio all'entrata del villaggio verso punta Pojana laddove il parroco Cristoforo Giannelli ebbe una visione della Madonna come riportato sotto l'affresco[14][17].
- Una cappella dedicata alla Madonna lungo un sentiero che porta al Monte San Giorgio nella parte alta del villaggio[14][17].
- Cappella in località San Giorgio, costruita nel 1946 con un mosaico raffigurante il santo che uccide il drago[14][18]. Sorge su una precedente cappella del 1539, sempre dedicata al Santo, ma demolita nel 1908 per la costruzione di uno chalet[16].
- La cappella in cima al Monte San Giorgio sul luogo del romitorio del beato Manfredo Settala.

### Architetture civili
- Villa San Giuseppe a sud del villaggio nella località di Terniciolo, costruita all'inizio del XX secolo. La villa riprende i temi dell'architettura tradizionale nordalpina con facciate decorate a graffito eseguite da Ambrogio Poma nel 1911[12][14][19].

### Luoghi d'interesse
- Monte San Giorgio: sito fossilifero del Triassico Medio inserito nella lista dei Patrimoni mondiali dell'umanità dell'UNESCO

## Società

### Evoluzione demografica
L'evoluzione demografica è riportata nella seguente tabella:
Abitanti censiti

Brusino Arsizio ha una popolazione (a dicembre 2019) di 465 abitanti. Nel 2018 il 21,7% della popolazione è residente straniero.
Nel 2000 la maggior parte della popolazione parlava italiano (80,0%), con il tedesco come seconda lingua (12,1%), il francese terza (2,6%) e l'inglese quarta (2%).

## Amministrazione

### Il patriziato
Ogni famiglia originaria del luogo fa parte del cosiddetto comune patriziale e ha la responsabilità dei beni indivisi della comunità quali i boschi, i pascoli, i monti, gli alpi e sono responsabili per la manutenzione dei manufatti, delle strade, dei ponti, dei sentieri, delle sorgenti e delle fontane.
L'ufficio patriziale è presieduto da Rino Poma.